# Тюлений (Охотское море)
Остров Тюле́ний (яп. 海豹島, Кайхио-то) — остров в юго-западной части Охотского моря. Людьми не заселен. Большим судам запрещено подходить к Тюленьему ближе 30 миль и давать гудки в его зоне, а самолётам и вертолётам — пролетать над островом.

## География
Расположен в 12 км к юго-западу от мыса Терпения (южной оконечности полуострова Терпения, остров Сахалин).
Остров довольно мал: его протяжённость — менее 700 м, ширина 40—90 м, площадь около 0,053 км2. Он представляет собой скалу высотой до 18 м с крутыми обрывами, на вершине которой находится плато. Скала окружена песчаным пляжем, а от южной ее части отходит широкая надводная коса. На острове нет источника пресной воды.
В геологическом прошлом Тюлений был соединен сушей с полуостровом Терпения, а пролив образовался в результате абразионных и тектонических процессов. Остров сложен обломочными породами верхнемелового возраста. Скальные породы представлены в основном туфопесчаниками и туфоалевролитами. Из-за абразии, высокой степени выветривания пород, осадков и агрессивной органики скальный массив острова постепенно разрушается.
Остров входит в Поронайский район Сахалинской области.

## Фауна и флора
Летом на острове формируются многотысячные репродуктивные лежбища морских котиков и сивучей. На острове также периодически отдыхают несколько десятков или сотен ларг.
Тюлений является одной из ключевых орнитологических территорий Дальнего Востока России. На острове отмечено не менее 143 видов птиц, а на скалах находится многотысячный птичий базар, образованный в основном тонкоклювыми кайрами, плотность гнездования которых — до 20 гнездовых участков на 1 м2 . Помимо них на острове также гнездятся моевки, тихоокеанские чайки, большие конюги, белобрюшки, топорки, тупики-носороги, старики, глупыши, толстоклювые кайры, а также камчатские белые трясогузки и большеклювые вороны. На острове также отмечены виды, ранее не встречавшиеся в Сахалинской области, и птицы с аберрантной окраской.
В 2014 на острове также находилась лиса, которая нанесла существенный урон гнездящимся в земле тупикам-носорогам.
Остров полностью лишён древесной растительности, но на нем растут накипные лишайники, мхи и крестовник (Senecio pseudoarnica). В прошлом флора острова была значительно богаче, и на нескольких участках скалы можно было встретить заросли колосняка. Также на острове росли дудник (Angelica viridiflora), мертензия, лебеда, мятлик, звездчатка средняя и другие растения .

## Вирусы
В гнездовых колониях морских птиц паразитируют иксодовые клещи Ixodes uriae, которые являются хозяевами и переносчиками для арбовирусов. На острове было открыто несколько новых видов вирусов, среди которых — Тюлений (TYUV — Tyuleniy virus), Сахалин (SAKV — Sakhalin virus), Парамушир (PARV — Paramushir virus), Залив Терпения (ZTV — Zaliv Terpeniya virus), Командоры (KOMV — Komandory virus), Рукутама (RUKV — Rukutama virus), Охотский (OKHV — Okhotskiy virus), Анива (ANIV — Aniva virus) и другие. С изучением арбовирусов о. Тюлений связаны имена выдающихся отечественных вирусологов: Д.К. Львова (возглавлявшего советские научные программы по изучению указанных арбовирусов) и М.Ю. Щелканова (под руководством которого эколого-вирусологический мониторинг острова был возобновлён после двадцатипятилетнего перерыва).

## История острова
Остров Тюленей был издревле известен айнам. На японских картах 19 века отражено название アトヤモシリ (Атоямосири — в переводе с айнского «остров ловли рыбы сетями»). В других источниках приводят и другие названия острова с другим написанием, например, «остров взрослых котиков».
На европейских картах остров впервые появился под названием Robben island («остров тюленей») после экспедиции голландского мореплавателя Маартена Герритсена Де Фриза в 1643 году. Примечательно, что помимо ластоногих команда обнаружила на острове две хижины с очагами, которые, скорее всего, принадлежали айнам.
Название «Тюлений» на русскоязычных картах появилось после экспедиции Ивана Крузенштерна. Он посетил остров в 1805 году.
В 1905 году, по Портсмутскому мирному договору, Российская Империя передала остров Японской Империи вместе с южной частью Сахалина. С 1905 по 1945 остров принадлежал Японии и входил в префектуру Карафуто. В те же времена у острова появилось японское название 海豹島 (Кайхео-то — «остров тюленей»).
После капитуляции Японии в 1945 году включён в состав СССР.
2 февраля 1946 года включён в состав Южно-Сахалинской области.
2 января 1947 года включён в состав Сахалинской области РСФСР.

## Названия острова
С биологической точки зрения, голландское, японское и отчасти русское названия вводят в заблуждение. Значения всех использованных слов в этих языках относятся к настоящим тюленям, в то время как обитатели острова – морские котики и львы — относятся к ушастым тюленям.

## Промысел морского котика
Лежбище морских котиков на Тюленьем впервые стало широко известно среди промысловиков в 1852 году. На острове стали ежегодно добывать десятки тысяч животных, что едва не привело к исчезновению котиков с острова .
В течение XIX и XX веков были предприняты меры по защите острова, как местные (выставление караула), так и международные (изменение природоохранного законодательства, например, Вашингтонская Конвенция 1911 г. и Конвенция о сохранении котиков северной части Тихого океана 1957 г.).
Постепенно спрос на котиковый мех угасал, а вместе с этим и интерес к промыслу. В 2008 году на острове был осуществлён последний забой.

## Антропогенное воздействие
Несмотря на то, что остров очень мал и не заселен людьми, он многократно подвергался значительному антропогенному воздействию.
На острове несколько раз, начиная с XIX века, были возведены дома для промысловиков, строения для обработки котиковых шкур, а также загонная площадка для поимки морских котиков. Также в 1965 году советские промысловики расширили лежбище: сравняли пологие подъемы от пляжа до вершины скалы, чтобы животные могли забираться на плато, а также установили на пляже деревянную площадку на сваях, которую позже разобрали. В настоящее время на острове установлена система заборов, чтобы звери, поднявшись, не падали с обрыва, а также система вышек для ученых, чтобы те могли наблюдать за животными.
С 1884 по 1904 годы (до начала русско-японской войны) были предприняты попытки оборонять остров от браконьеров. На острове в эти годы находился российский гарнизон.
В 1945 году на острове располагался японский военно-морской гарнизон с пулеметными дотами и орудийными двориками, остатки которых сохранились по сей день. 2 июля 1945 года американская подводная лодка «Барб» обстреляла остров, подожгла склад горючего и разрушила часть построек. В результате этой атаки погибло 6 человек.

## Экологические проблемы
В 2014 году остров разграбили браконьеры, которые нанесли большой урон как экосистеме острова, так и постройкам. Были разрушены заборы между гнездовой территорией кайр и лежбищем котиков на плато, в результате чего ластоногие растоптали кладки птиц. В разграбленный жилой дом, двери и окна которого оставили открытыми, влетело множество птиц, которые не смогли вылететь и погибли. Также на берегу лежали убитые котики, которых пытались разделать.
Огромной проблемой для ластоногих является морской мусор. Молодые животные любят играть с плавающими в море обрывками сетей, упаковочными лентами, леской, которые потом не могут снять. Когда шея животных (особенно самцов) растет, кольца пластикового мусора все больше впиваются в кожу, оставляя глубокие раны. Помочь животным сложно: это можно сделать только на суше в сезон размножения. На Тюленьем такие работы ведутся: клуб «Бумеранг» и волонтерская группа помощи морским млекопитающим «Друзья океана» совместно с работающими на острове учеными освобождают животных от колец мусора. За четыре года было спасено более 350 животных.
Также на острове находится большое количество антропогенного мусора, в том числе от постепенно ветшающих построек.